# اسنوبال (آرکانزاس)
اسنوبال (به انگلیسی: Snowball) یک منطقهٔ مسکونی در ایالات متحده آمریکا است که در شهرستان سیرسی، آرکانزاس واقع شده‌است. اسنوبال ۲۳۲٫۸۷ متر بالاتر از سطح دریا واقع شده‌است.